# Uracentron
Uracentron är ett släkte av ödlor som ingår i familjen Tropiduridae.
Arter enligt Catalogue of Life och The Reptile Database:
- Uracentron azureum
- Uracentron flaviceps